# Kotel, Sodražica
Kotel este o localitate din comuna Sodražica, Slovenia.